# Die Schnecke – Forum Kultur und Gesellschaft
Die Schnecke – Forum Kultur und Gesellschaft ist ein Verein aus Idar-Oberstein, der gesellschaftskritische und politische Kulturveranstaltungen organisiert.

## Vereinszweck
Die „Schnecke“ wurde 1981 in Idar-Oberstein gegründet. Der Vereinsname ist im Sinn von Günter Grass als Symbol für den Fortschritt und dessen oft allzu geringes Tempo anzusehen. Ziel des Vereins ist die Organisation und Veranstaltung politisch-kultureller Aktionen und Unternehmungen. Dazu zählen Autorenlesungen, Ausstellungen, Informations- und Diskussionsabende, u. a. war 1992 der Nobelpreisträger Günter Grass selbst bei der Schnecke und las aus seinem Buch „Unkenrufe“ und dem Gedichtband „Novemberland“. Die Mitglieder sind ausschließlich ehrenamtlich tätig.

## Kabarett
Seit 1986 organisiert die Schnecke jährlich eine Veranstaltung zum politischen Kabarett, bei der aus Rundfunk und Fernsehen bekannte Künstler in Idar-Oberstein auftreten. Zu den bekanntesten Künstlern zählen u. a. Dieter Hildebrandt 1987, Dieter Nuhr 1995 und Frank Lüdecke 2009.

## Laukhard-Predigt
Seit 2010 ist die Schnecke Ausrichterin der Laukhard-Predigt, eine jährlich stattfindende Vortragsreihe, in der sich bekannte Personen der Zeitgeschichte zu aktuellen politischen Fragen äußern. Die erste Predigt wurde von Dr. Erhard Eppler gehalten und hatte das Thema „Die Protestanten und der Staat“. Die Veranstaltung soll an das Wirken des Aufklärers F. C. Laukhardt erinnern, der seine Predigten in der Evangelischen Kirche zu Veitsrodt bei Idar-Oberstein hielt.

## Auszeichnungen
- Kulturpreis der Stadt Idar-Oberstein, 2007[4]
- Wilhelm-Dröscher-Preis, 2013[5]